# Évolué
Évolué är en fransk term (med betydelsen 'utvecklad') som under kolonialtiden användes om den del av ursprungsbefolkningen i Frankrikes kolonier i Afrika och Asien som genom utbildning eller assimilering hade "utvecklats" till att acceptera europeiska värderingar och beteendemönster. Évolués talade franska, följde franska lagar, hade vanligtvis tjänstemannayrken (även om de sällan fick högre positioner än kontorister), och bodde framför allt i urbana områden. Sådana individer sågs som den önskade slutprodukten av Frankrikes assimileringspolitik. Évolués behandlades som en elit och privilegierades av kolonialadministrationen.